# ريتشارد كونتي
ريتشارد كونتي (بالإنجليزية: Richard Conte)‏ هو مخرج وممثل أمريكي، ولد في 24 مارس 1910 في الولايات المتحدة، وتوفي في 15 أبريل 1975 بلوس أنجلوس في الولايات المتحدة بسبب نوبة قلبية.

## أعمال

### أفلام
- (1955) ساأبكي غدا
- (1972) العراب[4][5][6]

## وصلات خارجية
- ريتشارد كونتي على موقع IMDb (الإنجليزية)
- ريتشارد كونتي على موقع ألو سيني (الفرنسية)
- ريتشارد كونتي على موقع ميوزك برينز (الإنجليزية)
- ريتشارد كونتي على موقع تيرنر كلاسيك موفيز (الإنجليزية)
- ريتشارد كونتي على موقع أول موفي (الإنجليزية)
- ريتشارد كونتي على موقع قاعدة بيانات برودواي على الإنترنت (الإنجليزية)
- ريتشارد كونتي على موقع قاعدة بيانات برودواي على الإنترنت (الإنجليزية)
- ريتشارد كونتي على موقع قاعدة بيانات الأفلام السويدية (السويدية)
- ريتشارد كونتي على موقع إن إن دي بي (الإنجليزية)
- ريتشارد كونتي على موقع قاعدة بيانات الفيلم (الإنجليزية)